# فرودگاه سوچاسزو-بیلیس
فرودگاه سوچاسزو-بیلیس (به انگلیسی: Sochaczew-Bielice Airport) (به زبان بومی: Mazowiecki Port Lotniczy Sochaczew) یک فرودگاه همگانی مسافربری است که یک باند فرود بتن دارد و طول باند آن ۲۵۰۰ متر است. این فرودگاه در شهر ورشو کشور لهستان قرار دارد .